# Gaizkin
Gaizkin és un geni maligne de la mitologia basca, causant de malalties, que s'encarna a les plomes d'un coixí que agrupa i dona forma de cap de gall. Aleshores produeix una malaltia misteriosa en el nen que dorm al llit del qual forma part aquest coixí. Només cremant el "cap de gall" allà format es guareix el malalt (Sara, Elorrio, entre d'altres). En alguns llocs els genis familiars o mamur són anomenats també amb aquest mateix nom.